# The Next Time I Fall
The Next Time I Fall è un brano musicale pop inciso nel 1986 da Peter Cetera in duetto con Amy Grant e pubblicato come singolo estratto dall'album di Cetera Solitude/Solitaire. Autori del brano sono Bobby Caldwell e Paul Gordon.
Il brano ricevette una nomination al Premio Grammy, mentre il singolo, pubblicato su etichetta Warner e prodotto da Michael Omartian, raggiunse il primo posto delle classifiche negli Stati Uniti.

## Storia
I due autori del brano, Bobby Caldwell e Paul Gordon, avevano pensato di affidare a questo brano ai Chicago. Peter Cetera aveva però appena abbandonato il gruppo e, dato che stava incidendo un album da solista, il brano fu proposto all'ex-frontman.
Cetera decise immediatamente che il brano doveva essere interpretato in duetto non appena il suo amico Bobby Caldwell glielo propose.
In seguito, venne proposta come interprete femminile Amy Grant, nonostante qualche perplessità iniziale, dovuta al genere finora interpretato dall Grant.

## Significato del testo
(The Next Time I Fall (1986))
Si tratta di una canzone d'amore: il protagonista si chiede che la prossima volta che si innamorerà saprà quello che dovrà fare.
Nell'incipit del brano, l'amore viene definito come "una strada che non finisce mai".

## Tracce
7" (versione 1)
1. Peter Cetera & Amy Grant – The Next Time I Fall – 3:43
2. Peter Cetera – Holy Moly – 4:25

## Classifiche
| Classifica           | Posizione massima | Nr. di settimane |
| -------------------- | ----------------- | ---------------- |
| Nuova Zelanda        | 48                | 1                |
| Regno Unito          | 78                |                  |
| US Billboard Hot 100 | 1                 |                  |

## Premi
- Nomination al Premio Grammy come miglior duetto[1]